# Muscolo dilatatore della narice
Nell'anatomia umana il  muscolo dilatatore della narice è una delle due parti del muscolo nasale, si ritrova nella parte centrale del naso, l'altra è la parte trasversa, la parte del muscolo costrittore.

## Anatomia
Si divide a sua volta in due parti l'anteriore e il posteriore. fa parte del muscolo mimico (ovvero che cambia l'espressione del viso), un fascio carnoso sottocutaneo che mobilizza la parte molle del naso. Altri muscoli con le funzioni simili sono il muscolo procero e il depressore.

## Funzioni
Insieme al muscolo depressore del setto nasale ha la funzione di dilatare le narici.